# Законопроєкт
Проєкт закону, або законопроєкт — документ з текстом закону, запропонований до прийняття законодавчому органу або на референдум.

## Загальні відомості
Законопроєкт може пропонуватися особами й органами, що мають право законодавчої ініціативи, зазначеними в Конституції України. Це Президент України, народний депутат України, Кабінет Міністрів України.

Законопроєкти реєструються в парламенті й розглядаються відповідно до процедури.